# باشگاه فوتبال پاکدیس ارومیه
باشگاه فوتبال پاکدیس ارومیه یک تیم فوتبال ایرانی از ارومیه بود.

## دوران حرفه‌ای
این تیم در جام قدس ۶۹–۱۳۶۸ حاضر بود و در گروه ب در رده دهم جدول ۱۱ تیمی قرار گرفت.